# ميلتون ارنست (بيدفوردشير)
ميلتون ارنست (بالإنجليزية: Milton Ernest)‏ هي قرية و أبرشية مدنية تقع في المملكة المتحدة في إنجلترا. يقدر عدد سكانها بـ 754 نسمة .